# Heinz Bäskau
Heinz Fritz Bäskau (* 11. April 1925 in Klein-Sausgarten; † 27. Juni 2015 in Rostock-Warnemünde) war ein deutscher Pädagoge und Sportwissenschaftler.

## Leben
Heinz Bäskau, aus Ostpreußen stammend, war der Sohn des Landwirts Friedrich Bäskau und dessen Frau, der Bäuerin Anna Bäskau. Vier Jahre lang wurde er auf einer Grundschule, dann ein Jahr lang auf einer Mittelschule vorgebildet und bestand 1943 sein Abitur. Er beantragte am 29. Dezember 1942 die Aufnahme in die NSDAP und wurde zum 20. April 1943 aufgenommen (Mitgliedsnummer 9.442.696). Noch in diesem Jahr begann seine Zeit bei der Wehrmacht, während der er auch Unteroffizier wurde, zuletzt aber von den Briten gefangen genommen wurde. Von 1945 an war er Landarbeiter und nahm an einem Kurs für Neulehrer teil. Weil in der Gegend ein Lehrermangel herrschte, wurde er Schulhelfer und -leiter einer Grundschule in Düssin. Danach war er von 1949 bis 1954 Lehrer einer Hagenower Oberschule, Fachberater für Körpererziehung und danach Ministerialreferent in der Schulabteilung des Landes Mecklenburg. Ferner leitete er die Abteilung Körpererziehung im Ministerium für Volksbildung der DDR. Danach wurde er als Lehrer und stellvertretender Leiter an die Rostocker Kinder- und Jugendsportschule berufen. Für seine Verdienste erhielt er 1958 die Auszeichnung Verdienter Lehrer des Volkes.
Seit 1960 war Bäskau Wahrnehmungsdozent an der Universität Rostock. 1961 wurde er Direktor seines Instituts und im nächsten Jahr von der Universität zum Doktor der Pädagogik promoviert. Seine Dissertation war Die Entwicklung der Kinder- und Jugendsportschulen der Deutschen Demokratischen Republik zu Spezialschulen des sportlichen Nachwuchses. 1967 schließlich wurde er Dozent, im folgenden Jahr Direktor der Sektion anstelle des Instituts und Mitglied des wissenschaftlichen Rats. Ein weiteres Jahr später, 1969, beförderte ihn die Universität zum ordentlichen Professor.
1973 fand an der Universität Bäskaus Habilitation statt, dazu schrieb er Außerunterrichtlicher Sport im sozialistischen Bildungswesen. Mit dem Ehrenzeichen für Körperkultur und Sport der Deutschen Demokratischen Republik wurde er 1977 ausgezeichnet und 1980 mit der Verdienstmedaille der DDR. Nachdem er 1987 als Lehrbeauftragter der Internationalen Olympischen Akademie fungiert hatte, erhielt er ein weiteres Jahr später den Vaterländischen Verdienstorden. 1990 trat er in den Ruhestand.
Bäskau hatte mehrere Male Lehraufträge an der Leipziger Deutschen Hochschule für Körperkultur sowie in Algerien und Jemen. Insgesamt hielt er in 21 Ländern Gastvorlesungen, in der Sowjetunion, der Ukraine, Estland, Lettland, Polen, Tschechoslowakei, Ungarn, Bulgarien, Frankreich, Portugal, Großbritannien, Niederlande, Dänemark, Schweden, Finnland, Algerien, Tunesien, Jemen, Irak, Kuba und den USA.

## Werke
- Körpererziehung in der Grundschule (Berlin: Volk und Wissen Volkseigener Verlag 1954, Bäskau leitete das Autorenkollektiv)
- Methodik des Sportunterrichts: Hochschullehrbuch (Berlin: Volk und Wissen Volkseigener Verlag 1965, vier Auflagen, leitende Mitarbeit Bäskaus)
- Übungs- und Trainingsbetrieb in Schulsportgemeinschaften (Berlin: Volk und Wissen Volkseigener Verlag 1972, zwei Auflagen, Bäskau leitete das Autorenkollektiv)
- Lehrmaterial zur Sportwissenschaft. Methodik des Sportunterrichts (zwei Bände)
- Außerunterrichtlicher Sport im sozialistischen Bildungswesen (1973)